# ドリームステージエンターテインメント
ドリームステージエンターテインメント（Dream Stage Entertainment）は、かつて存在した日本の総合格闘技とプロレスの興行会社。総合格闘技イベント「PRIDE」シリーズ、「PRIDE武士道」シリーズ、プロレスイベント「ハッスル」シリーズを主催していた。

## 歴史

### 初期
1999年、これまでPRIDEを主催してきたKRS（格闘技レボリューション・スピリッツ）が解散することとなったため、PRIDEの運営を引き継ぐために、森下直人らが設立。森下が代表取締役社長、榊原信行が常務取締役に就任。森下がエイデン（現エディオン）、榊原が東海テレビ放送の子会社、広報の笹原圭一がイベント制作会社H2Oというように、主要な社員が名古屋に拠点を置く企業の出身者で占められた。

### 黄金期
1999年4月29日に初イベントとなるPRIDE.5を開催。以後、同社は年に数回PRIDEを主催し、当初の目玉であった高田延彦に代わる新しいスター選手桜庭和志の出現と、2000年以降フジテレビが地上波で全国放送するようになったこともあいまって、その人気は格闘技ファンに定着。2000年8月27日のPRIDE.10から元プロレスラーのアントニオ猪木をPRIDEエグゼクティブ・プロデューサーに招き、新日本プロレスを中心にプロレスラーのPRIDE参戦を実現、プロレスファンにも人気が浸透した。また、先行の立ち技格闘技イベントK-1に協力する形でINOKI BOM-BA-YEやDynamite!という格闘技のビッグイベントの運営を担当し、WRESTLE-1の運営でプロレスイベントも行った。その一方、INOKI BOM-BA-YEやDynamite!の存在でPRIDEが二軍化することを森下社長は危惧し、アメリカ進出に意欲を見せていた。
2003年1月8日に森下が死去。榊原が常務から社長に昇格。資本的にもテレビ制作会社のイーストとスカイパーフェクト・コミュニケーションズ（現・スカパーJSAT）からの出資を受け、DSEは新体制で出直すこととなった。榊原体制の下、年に1度のグランプリを軸にした路線は格闘技ファンの高い支持を得て、PRIDEは東京ドームやさいたまスーパーアリーナなどの大会場での興行を連発。これを軒並み満員にして、「もっともチケットの売れる格闘技イベント」と呼ばれていた。フジテレビ系列でのゴールデンタイム放映でも好視聴率を獲得。PRIDEはK-1と人気を二分する格闘技イベントに成長。だが、人気選手ミルコ・クロコップの移籍などをめぐり、かつては友好関係にあったFEG（K-1の主催団体）とは2003年から関係が悪化。以降、DSEとFEGは日本の格闘技シーンを2つに分断、冷戦状態にあった。
2003年5月26日に東京都港区赤坂から同区北青山に本社を移転。10月には、新ブランド「PRIDE武士道」をさいたまスーパーアリーナで旗揚げ。外国人選手中心になりがちなPRIDEとは別に、日本人に光を当てるのが目的のイベントであったが、当初はPRIDE本戦との差別化が明確でなく、集客は低調だった。後に、五味隆典の躍進を得て、軽量級を中心にしたイベントとしての位置づけが与えられ、2005年頃から有明コロシアムを満員にするなど人気も定着した。大晦日にはFEG・TBS系の「K-1 PREMIUM Dynamite!!」と対抗するかたちで、「PRIDE男祭り」を初めて開催。以降、大晦日にはTBS系とフジテレビ系の放送局が同時間帯に格闘技イベントを放映する事態が2005年まで続いた。

### ハッスルの旗揚げ
2004年1月には、小川直也、橋本真也、高田の3人を主要キャストとするプロレスイベント「ハッスル」をさいたまスーパーアリーナで旗揚げ。高田が高田総統というキャラクターに扮するなど、徹底してショーアップされたプロレスを展開したが、これはPRIDEの主催団体がプロレスを開催することに違和感を持つ格闘技ファンと、PRIDEまたは高田に反感を持つプロレスファンの両側からバッシングを受けた。以降、2か月ごとに横浜アリーナで興行を開催したものの、集客は伸びず、いったん小規模の会場に開催を移して、体制の立て直しを図ることとなった。グラビアアイドルのインリン・オブ・ジョイトイらがリング上でプロレスラーと試合を行う芸能人路線は話題を呼び、2005年11月、狂言師の和泉元彌やお笑い芸人のレイザーラモンHGがプロレスデビューした「ハッスルマニア2005」で一気に人気がブレイク。
2004年に映像媒体の製作業務等を行う子会社のドリームステージピクチャーズ (Dream Stage Pictures, DSP) を設立。代表は榊原が兼務。映画事業への参入を進め、2005年公開の「殴者 NAGURIMONO」、2006年公開の「シムソンズ」を製作した。
DSEが発足した当初は、格闘技雑誌「SRS-DX」を発行していた株式会社ローデス・ジャパン（谷川貞治や柳沢忠之が在籍）がスーパーバイザー的立場にあり、作家の百瀬博教もPRIDEの運営に関与していた。2006年からは、山口日昇が編集長を務める「紙のプロレス」が雑誌媒体の立場からDSEの主催するイベントをバックアップしていた。

### フジテレビの放送契約解除
2006年6月5日、フジテレビより、「不適切な事象」を原因に放送契約の解除が発表された。これにより、DSEはPRIDEシリーズのフジテレビによる番組制作と地上波中継が出来なくなった。フジテレビはDSEによる契約違反があったとし、契約の守秘義務により「不適切な事象」の具体的内容について言及を避けた。
原因は、「週刊現代」がDSEに暴力団との関係があると記事を掲載したためとされ、社長である榊原もフジテレビから契約解除の理由は説明されておらず、真相は分からないとしながらも、この「週刊現代」の記事の影響があったと説明、記事内容については、「捏造」と否定した。また、席上、榊原が警察に聴取されたが被疑者ではなく参考人の扱いであることが弁護士により明かされた。DSE側は「週刊現代」の報道に対し、2006年4月17日に名誉毀損で刑事告訴した。
フジテレビの地上波打ち切り後も、DSEはPRIDEとハッスルシリーズを継続し、スカイパーフェクTV!（スカパー!）とインターネットの動画配信で放送し、2002年に興行権を取得して念願となっていたPRIDEのアメリカ大会を10月21日のPRIDE.32で実現した。しかし、フジテレビの契約解除により信用をなくしたDSEに銀行からの融資が打ち切られ、目標としていた2006年大晦日の地上波獲得も失敗。アメリカの総合格闘技大会UFCの人気がブレイクし選手のファイトマネーが高騰、2006年末から年明けになるとミルコ・クロコップら人気選手がPRIDEから流出する動きが見られた。一方、ハッスルシリーズでも2007年1月になって、ハッスルだけでもDSEから独立させ、地上波放映を実現させコスト回収を行う動きが報道された。

### 興行権移譲と法人解散
2007年3月27日、UFCを主催するズッファ社のオーナー、ロレンゾ・フェティータが設立した新会社「PRIDE FC WORLDWIDE」に、PRIDEの興行権が移管されることが発表された。4月8日のPRIDE.34がDSEとしての最後の興行となった。ハッスルについても4月24日に新たに設立された別会社ハッスルエンターテインメントに営業権を譲渡することが正式に発表された。DSEは榊原が社長退任、4月17日の臨時株主総会で法人の解散を決議した（なお、2006年3月期末で234,440千円の債務超過であったが、2006年3月期に332,814千円の当期損失を計上しており、DSEの経営がこの1年で急激に悪化したことが窺える）。榊原によれば、ロレンゾ・フェティータと結んだ契約にはPRIDEの継続が条件として含まれていたというが、新体制では一度も大会が開かれずに、2007年10月4日、PRIDE FC WORLDWIDE 日本事務所の解散と運営スタッフの解雇がなされたことが報道された。10月10日にPRIDE FC WORLDWIDE はDSE元役員の協力不足で大会開催が不可能になったことを東京事務所閉鎖の理由として説明した。2008年2月になって、フェティータ側は榊原が資産評価や身元調査に協力しなかったなどとして、DSEや榊原らをアメリカで民事提訴したことが報じられた。

## 主催した大会
- PRIDE
- ハッスル

## 運営した大会
- INOKI BOM-BA-YE
- Dynamite!
- ファンタジーファイトWRESTLE-1